# Belsazars Feste
Belsazars Feste (russisch Пиры Валтасара / Piry Waltassara) ist eine Erzählung des abchasischen Schriftstellers Fasil Iskander aus dem Novellenzyklus Sandro von Tschegem (russ. Сандро из Чегема), die – 1978 geschrieben – 1979 bei Ardis Publishers in Ann Arbor und 1989 in Moskau erschien. Die Übertragung ins Deutsche von Rosemarie Reichert kam 1987 bei S. Fischer in Frankfurt am Main heraus.
Nach dem XX. Parteitag der KPdSU hält der Abchase Sandro von Tschegem mit seiner Story nicht länger hinter dem Berge. Iossif Dschugaschwili soll vor seinem zweiten Leben als Stalin ein Schiff, „das von Pota nach Odessa unterwegs gewesen war“, geplündert haben. Seine Kumpane seien hernach unter mysteriösen Umständen ums Leben gekommen beziehungsweise vermutlich umgebracht worden.

## Inhalt
Die Glückssträhne des Sandro Tschegemba begann, nachdem ihn der taube Nestor Apollonowitsch Lakoba in sein berühmtes abchasisches Volkstanzensemble geholt hatte, das neben abchasischen auch georgische, mingrelische und adscharische Tänze im Repertoire versammelte. Jenes nächtliche Bankett in einem großen Sanatorium in Gagra, auf dem der „zypressenschlanke“ Sandro vor Stalin als talentierter Volkstänzer aufgetreten war, soll im August 1935 – vielleicht auch im August 1934, aber jedenfalls noch zu Lebzeiten Lakobas – über die Bühne gegangen sein. Stalin, der von dem Solisten gut unterhalten worden war, fragt ihn nach dem bravourösen Auftritt beiläufig, ob sich beide schon einmal gesehen hätten. Sandro kann sich partout nicht erinnern, ahnt aber Gefahr und findet auf die Schnelle eine Ausrede, mit der sich Stalin zufriedengibt: Wahrscheinlich habe der Führer – wie Stalin von Fasil Iskander tituliert wird – diesen Film, der einmal über das berühmte Ensemble gedreht worden war, gesehen.
Am Tage nach dem Bankett fällt es Sandro plötzlich ein. Damals als er in seinen Jugendjahren in der bergigen Tschegemer Gegend Ziegen gehütet hatte, war ihm jener gesuchte Reiter Dschugaschwili in der Sabida-Schlucht begegnet. Aus Furcht vor dem durchbohrenden Blick des Räubers hatte Sandro dem Vater und dem Strafverfolgungsbeamten die Begegnung verschwiegen. Folglich hatte die Weltgeschichte einen anderen Verlauf genommen.

## Form
Im Zusammenhang mit der Plünderung und den darauffolgenden Todesfällen der Mittäter werden Orte genannt, die nicht allzu weit von Sandros Ziegenwiese entfernt gewesen sein dürften: Im Sumpf in der Nähe des kleinen Dorfes Tamysch wurden die Leichen der Matrosen gefunden, die zu dem Raub überredet worden waren. Eine weitere Leiche war in dem Zusammenhang in der Nähe des Dorfes Naa – auf dem Wege nach Atar – gefunden worden. Der letztere Tote habe zu Lebzeiten ein Pferd im Dorf Dschgerda erworben.
Lesenswert ist die Beschreibung des Banketts, in der Fasil Iskander über Stalins Vorlieben, Abneigungen und andere Gewohnheiten plaudert. Der Leser erlebt eine erstaunliche Klaviatur der Gefühle, die Stalin virtuos beherrscht, die von „zärtlicher Ergriffenheit“ bis zu „teuflischer Erbarmungslosigkeit“ reicht.
Auf Stalins Banketten dürfen keine Kellner herumrennen. Speisen und Getränke müssen vorher aufgetragen worden sein – selbst wenn einige Speisen erkalten sollten. Der Koch und die Kellner müssen sich für gegebenenfalls vorgebrachte Sonderwünsche im Hintergrund bereithalten. Stalin spricht leise, aber suggestiv. Der Führer redet drohend und gereizt über einen abwesenden „Buchgelehrten“ aus Moskau. Insider wissen, Bucharin ist gemeint.
Fasil Iskander lässt Stalin denken: „…Macht, das ist die Unmöglichkeit, jemanden zu lieben.“ Und Stalin ist sich sicher, Berija wird Lakoba umbringen.
Um Stalin, das „Epizentrum der Liebe“, scharen sich unter anderen auch noch Kalinin, der auf Kosten Stalins scherzen darf sowie der humorlose, immer wachsame Berija und seine Frau. Diese muss auf Stalins Geheiß tanzen, weil sie nicht tanzen kann. Woroschilows Unterhaltungsbeitrag: Er gibt aus seiner Pistole drei Schüsse in die Saaldecke ab. Lakoba muss zu Stalins Vergnügen dem Koch ein Hühnerei nach dem anderen vom Kopf schießen. „Mein Wilhelm Tell“, lobt der Führer.

## Verfilmung
Der Stoff wurde 1989 von Jurij Kara verfilmt.

## Rezeption
- 16. November 1987 im Spiegel: Kaukasisches Schlitzohr
- Bodo Zelinsky[10] bespricht die Novelle über Sandros lebensgefährliche Begegnung mit dem „georgischen Belsazar“[11] kurz.

## Deutschsprachige Ausgaben
- Fasil Iskander: Belsazars Feste. S. 118–184 in: Aus dem Leben des Sandro von Tschegem. Aus dem Russischen von Rosemarie Reichert. S. Fischer, Frankfurt am Main 1987, 376 Seiten, ISBN 978-3-596-29504-3
- Fasil Iskander: Belsazars Feste, S. 72–137 in: Russische Erzählungen der Gegenwart. Herausgegeben von Bodo Zelinsky, Reclam, Stuttgart 1992, RUB 8829. ISBN 3-15-008829-1 (verwendete Ausgabe)